# Марыся и Наполеон
«Марыся и Наполеон» (пол. Marysia i Napoleon) — польский костюмированный фильм, комедия 1966 года. Премьера в СССР: 23 января 1969 г.

## Сюжет
Действие фильма разворачивается и в наше время и во времена, когда Польшу заняла армия Наполеона. Современный французский историк искусства (Густав Холоубек) и польская студентка (Беата Тышкевич) знакомятся в историческом дворце, в том месте, где жила графиня Мария Валевская, возлюбленная императора Франции Наполеона Бонапарта.

## В ролях
- Беата Тышкевич — Марыся, студентка / Мария Валевская,
- Густав Холоубек — Наполеон Беранже, французский учёный / Наполеон Бонапарт,
- Казимеж Рудзкий — Талейран,
- Игнацы Маховский — Дюрок,
- Эва Краснодембская — Анетка Потоцкая,
- Венчислав Глинский — Павел Лончиньский, брат Валевской,
- Юлиуш Лущевский — Анастазы Валевский,
- Халина Коссобудзкая — княгиня Яблоновская, сестра Валевского,
- Рената Коссобудзкая — Ходкевичова,
- Барбара Хоравянка — королева Пруссии Луиза,
- Здзислав Маклякевич — князь Понятовский,
- Сатурнин Журавский — Констант,
- Богумил Кобеля — Михель / камердинер Валевского,
- Анна Цепелевская — Марта / горничная,
- Кшиштоф Хамец — Кшиштоф, офицер,
- Владислав Красновецкий — Малаховский,
- Ирена Малькевич — графиня,
- Ханна Бедрыньская — графиня,
- Виктор Беганьский — аристократ,
- Богдан Баэр — гид,
- Иоланта Лёте — знакомая Марыси в баре,
- Ян Энглерт — товарищ Марыси,
- Мариан Коциняк — офицер перед дворцом,
- Кшиштоф Ковалевский — офицер,
- Анджей Май — офицер,
- Ванда Якубиньская — дама,
- Тереса Шмигелювна — гостья на балу,
- Ирина Лясковская
- Леонард Анджеевский и др.

## Дубляж на русский язык
Фильм дублирован на киностудии «Мосфильм».
- Тамара Сёмина, Феликс Яворский, А. Алексеев, В. Файнлейб, Н. Граббе, Н. Зорская, О. Голубицкий, Ю. Мартынов, В. Ферапонтов, С. Холина и другие.